# ヴィクトル・ナネイシュヴィリ
ヴィクトル・イヴァノヴィチ（イヴァネス・ゼ）・ナネイシュヴィリ（ロシア語: Виктор Иванович Нанейшвили、グルジア語: ვიქტორ ივანეს ძე ნანეიშვილი、1878年 - 1940年3月22日）は、グルジア人のボリシェヴィキ。

## 生涯

### 前半生
1878年に、ロシア帝国クタイス県サチラオの農家に生まれたグルジア人。中等学校を卒業して1890年代後半から革命運動に関わり始め、1902年に学生暴動に参加して逮捕。翌1903年までニジュネウディンスクに亡命した。1903年5月からボリシェヴィキ党員となり、同年から党チフリス委員会で活動。モスクワ大学歴史・文献学部 (ru) を卒業してチフリスの中等学校で教えたが、翌1904年にカフカースからの追放刑を受けてヴォロネジに移住し、また現地の党組織で活動。8月に恩赦されてエカテリノスラフとルガンスクの党組織で半年間活動、その後は翌1905年12月まで党ヤロスラヴリ委の軍事組織を指導した。12月に三度逮捕されて1年後に保釈され、その後翌1906年から1910年までチフリスで活動した。1907年初頭にはヨシフ・スターリンやアリョーシャ・ジャパリゼ、エレーナ・スターソヴァ、ステパン・シャウミャンらとともに「ボリシェヴィキ文学局」を結成した。

### アゼルバイジャンでの活動
1913年からバクーへ移り住み、1917年までバラハヌィの実科学校で教える一方、現地のボリシェヴィキ党組織でも活発に活動。1917年6月には党バクー委員会局員およびバクー・ソビエト議員に選出され、10月からは同ソビエト・ザカフカース鉄道復旧委員となった。3月から10月までは『バキンスキー・ラボーチー』紙編集者も務め、同時期には党バクー委議長、バクー地区オーガナイザーでもあり、また1917年11月から翌1918年4月まではザカフカース鉄道労働運動委員も務めた。同月にバクー・コミューンが成立すると、その特別探検委員としてダゲスタンに派遣された。翌5月18日から7月まではダゲスタン州臨時委員、8月からポルト・ペトロフスク軍事ソビエトメンバーおよび赤軍第11軍政治責任者、11月23日から翌1919年1月までは党アストラハン県委議長でもあった。
その後バクーへ戻り、同年から翌1920年まで党カフカース地方委バクー局議長、アゼルバイジャン中央革命参謀長として地下活動に従事する。ミルザ・ダヴド・グセイノフが用意した屋敷に匿われ、アナスタス・ミコヤン、アリゲイダル・カラエフ、ミル・バシル・カスモフ、レヴォン・ミルゾヤン、ルフッラ・アフンドフらと協同。また、この頃にアゼルバイジャン民主共和国の秘密警察から二重スパイを希望してきたラヴレンチー・ベリヤとも出会っている（しかし、ナネイシュヴィリはベリヤを信用してはいなかった）。1920年2月のアゼルバイジャン共産党第1回大会にて中央委員に選出され、アゼルバイジャン社会主義ソビエト共和国が成立すると、1920年7月23日から9月8日までアゼルバイジャン共産党中央委責任書記およびロシア共和国対外貿易人民委員部バクー支部部長を務めた。

### 全連邦での活動
その後ロシアに移って1920年11月から12月までボリシェヴィキ・トゥーラ県委責任書記を代行。12月から翌1921年までは県政治教育部部長および党ダゲスタン州委 (ru) 幹部会メンバー、1921年10月から翌1922年5月2日までは党中央委南東局書記、9月から翌1923年11月まではペルミ県委責任書記、同月から翌1924年7月まではペルミ管区 (ru) 委責任書記を務めた。1924年9月から翌1925年6月まではキルギス州委およびカザク地方委責任書記であった。しかし、この頃のナネイシュヴィリはスターリンと民族政策において対立し、スターリンからは「敵」と見做されていたという。
その後もナネイシュヴィリはタンボフの布トラスト監督を翌1926年まで、ソビエト連邦貿易人民委員部 (ru) 東方部部長を1927年から1931年まで、連邦供給人民委員部 (ru) スターリン全連邦貿易アカデミー会長を同年から1935年まで、スターリン全連邦食品産業アカデミー会長を翌1936年から1939年まで歴任し、1931年には全連邦古参ボリシェヴィキ協会メンバーとなった。1936年8月には食品生産の年間ノルマ突破と食品産業人民委員部 (ru) への貢献を賞して労働赤旗勲章を授与された。第10回全ロシア・ソビエト大会、第1回全連邦ソビエト大会 (ru)、そして第12回から第14回までのボリシェヴィキ党大会にも出席している。第1期から第3期までの連邦中央執行委およびその連邦会議、第10期と第11期の全ロシア中央執行委メンバーでもあった。
しかし、1939年11月28日にモスクワで逮捕され、反革命組織への参加などを理由として翌1940年3月21日に連邦最高裁軍事参議会によって死刑を言い渡され、翌日処刑された。その後、ナネイシュヴィリは新ドン墓地に葬られていたが、1955年3月に名誉回復がなされた。息子パーヴェル（政治経済学者・エコノミスト）と娘マリヤ（植物学者）も逮捕されたが生き延びた。しかし、マリヤの夫であったコムソモール中央委第一書記アレクサンドル・コサレフは1939年に銃殺された。